# Klinik für Dermatologie, Allergologie und Venerologie der Medizinischen Hochschule Hannover

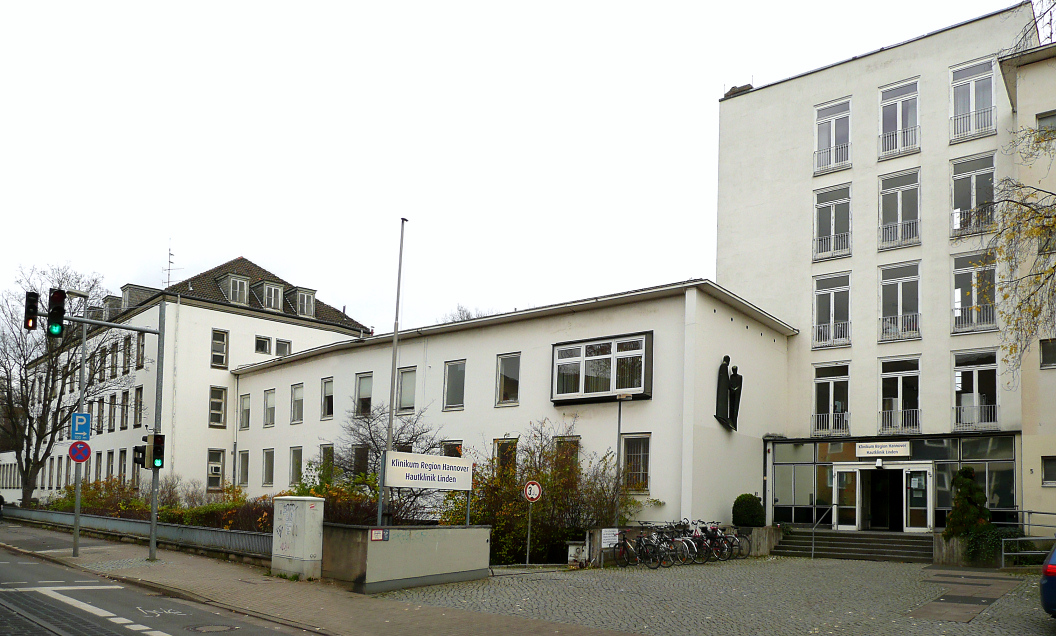
Hautklinik Linden (2010)

Die Klinik für Dermatologie, Allergologie und Venerologie der Medizinischen Hochschule Hannover (MHH) war bis 2011 auf der Basis eines Vertrages in den Räumlichkeiten der Hautklinik Linden unter der Trägerschaft der Stadt Hannover und später der Region Hannover. Die Hautklinik Linden existiert nicht mehr.

## Geschichte
1833 wurde in der damals selbstständigen Gemeinde Linden am Ihmeufer ein von August Heinrich Andreae entworfenes Krankenhaus mit 80 Betten eingeweiht. Es war der Nachfolger des früheren Stadtlazaretts der Stadt Hannover am Hohen Ufer und befand sich auch in dessen Trägerschaft. Es ist das älteste aller hannoverschen Krankenhäuser. In der zweiten Hälfte des 19. Jahrhunderts hatte es eine Chirurgie, eine Syphilisstation für Frauen und eine „Abteilung für Geisteskranke“ mit insgesamt 122 Betten.
1880 wurde Georg Fischer ärztlicher Leiter der chirurgischen Abteilung. Wegen des hohen Bedarfs an Behandlungsmöglichkeiten für Haut- und Geschlechtskrankheiten forcierte er die Umwandlung des Krankenhauses in ein entsprechendes Fachkrankenhaus. 1910 wurde die Klinik in ein Fachkrankenhaus für Haut- und Geschlechtskrankheiten umgewandelt, dessen Direktor Fischer wurde.
1923 hatte die Klinik 300 Betten. Da dies noch nicht ausreichte, wurde sie 1933 mit einem Neubau erweitert. Durch die Luftangriffe auf Hannover wurde die Hautklinik im Zweiten Weltkrieg schwer beschädigt. 1955 wurde ein Neubau geschaffen und mit dem Altbau verbunden.
1998 wurden alle Krankenhäuser der Stadt Hannover im neuen Eigenbetrieb Klinikum Hannover zusammengefasst. 2005 wurde die Hautklinik zusammen mit den anderen in der Trägerschaft der Region Hannover befindlichen Krankenhäusern in den kommunalen Krankenhausverbund Klinikum Region Hannover eingegliedert.
Bis zum 31. März 2011 war das älteste hannoversche Krankenhaus ein Fachkrankenhaus für Dermatologie im kommunalen Krankenhausverbund Klinikum Region Hannover der Region Hannover.
Am 1. April 2011 ist die Hautklinik unter Mitwirkung des letzten Ärztlichen Direktors der Hautklinik Linden, Alexander Kapp, vollständig in die alleinige Trägerschaft der MHH übergegangen. Bis zum 30. Juni 2014 erfolgte dann der komplette Umzug in neue Räumlichkeiten auf dem Gelände der MHH.

## Nachnutzung der Gebäude in Linden

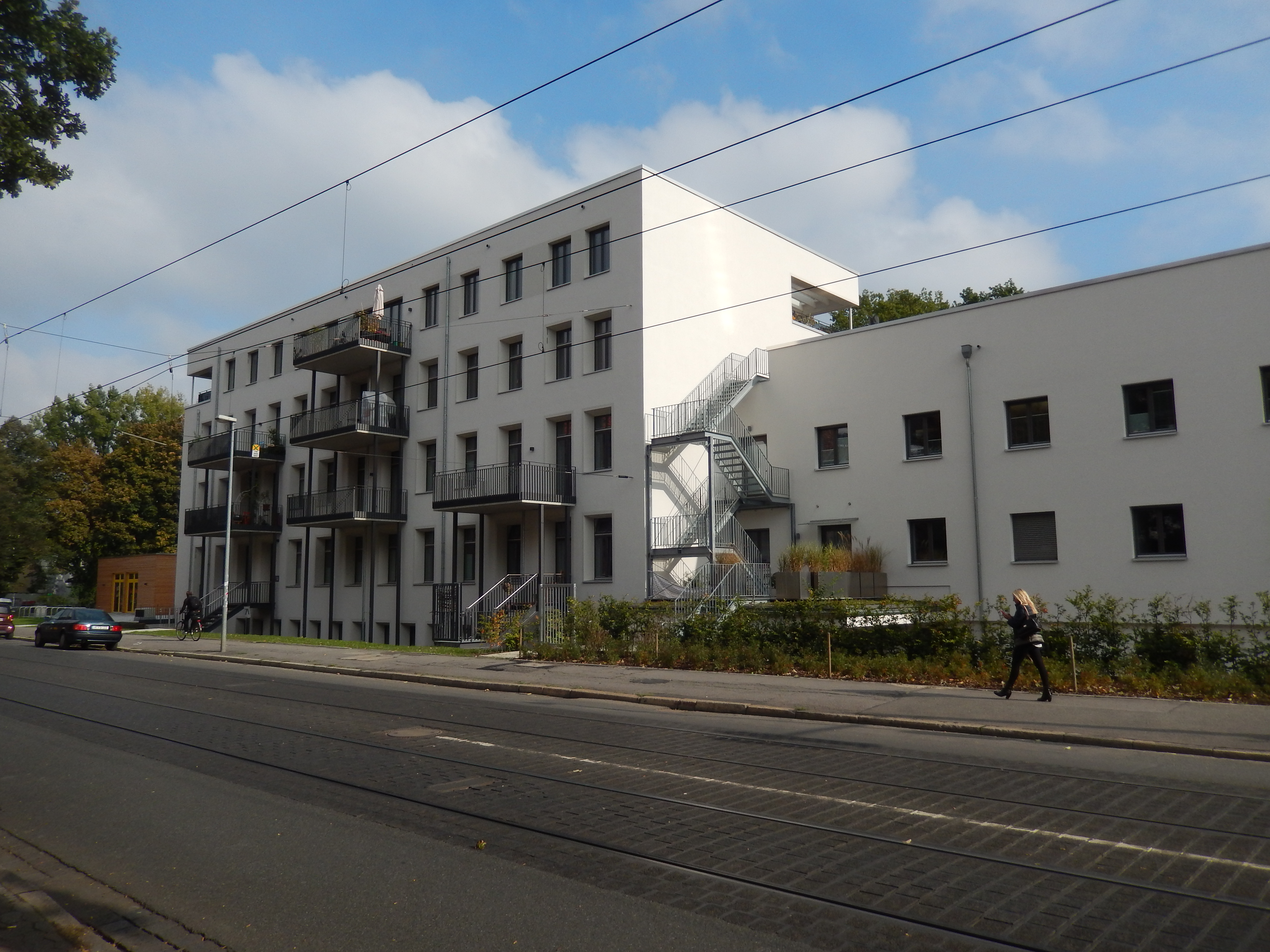
Ricklinger Straße 7A und 5C (ehem. Hautklinik, jetzt Wohnungen)

Die Gebäude der ehemaligen Hautklinik Linden wurden im Zuge des Projekts Ihmeauen zu Wohnungen, Büros und Arztpraxen umgebaut. Der erste Bauabschnitt betraf den Altbau an der Ricklinger Straße, der zweite Bauabschnitt das an der Ihme gelegene Gebäude.